# Venlo Sanitair

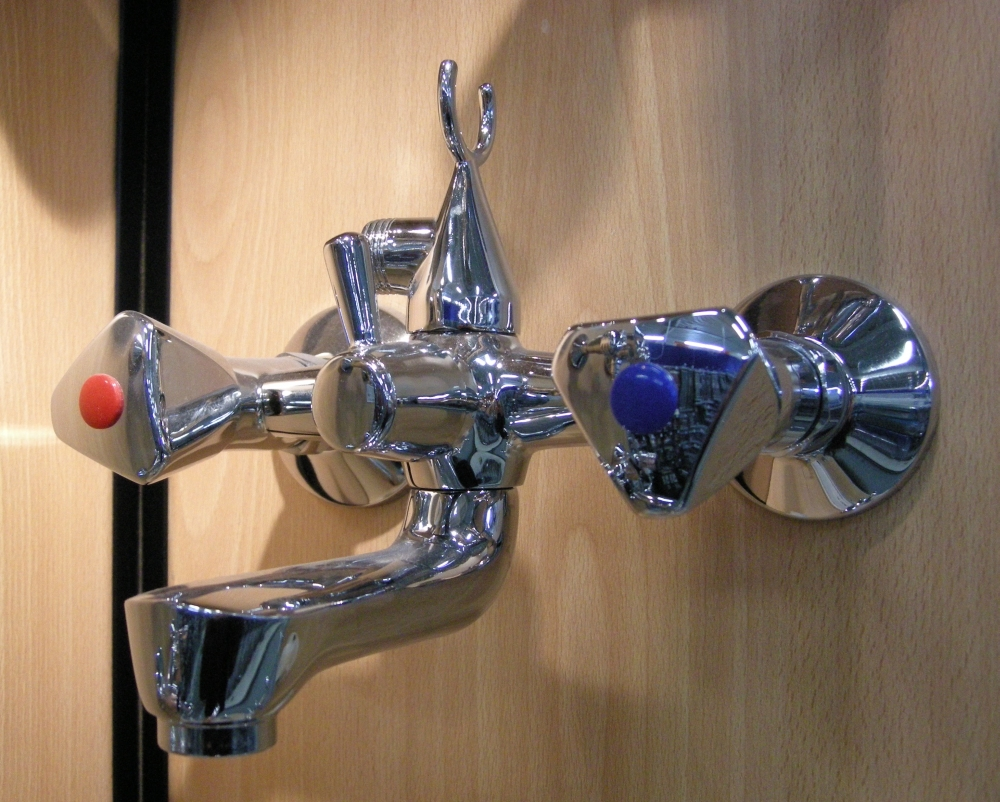

Venlo Sanitair (kortweg Venlo) is een fabrikant van sanitair en is anno 2013 een van de laatste fabrikanten van sanitairkranen in Nederland. Het bedrijf richt zich  uitsluitend op het produceren van kranen. Het gietproces daarvan wordt uitbesteed.
Het bedrijf is een dochter van het Amerikaanse bedrijf American Standard, dat het heeft ondergebracht in een aparte sanitairdivisie: Ideal Standard. 'Venlo' valt onder Ideal Standard Nederland BV en het hoofdkantoor daarvan is in Venlo gevestigd. Ideal Standard Nederland voert de merken Venlo, Jado (Børma valt hieronder) en Ideal Standard. Naast de sanitairkranen van 'Venlo' voert zij ook andere sanitaire producten zoals toiletpotten en wastafels. Een paar van haar concurrenten zijn Koninklijke Sphinx uit Maastricht en het Duitse Villeroy & Boch.

## Historie
Het bedrijf ontstond in 1929 in Venlo onder de naam N.V. Metaalwarenfabriek Venlo en begon, zoals veel andere fabrieken in Venlo in die tijd, als toeleveringsbedrijf voor andere fabrikanten. Al snel schakelde het bedrijf over op het zelfstandig produceren van sanitaire kranen. Hierna heeft het vele naamsveranderingen ondergaan. In 2001 werd het bedrijf door het in Brussel gevestigde Ideal Standard overgenomen. 
Het Amerikaanse bedrijf American Standard begon in het begin van de 20e eeuw (1903) met het overnemen van fabrieken in Europa, zoals het Franse Porcher en het Duitse Jado. American Standard heeft deze bedrijven ondergebracht in sanitairdivisie Ideal Standard. Venlo Sanitair en het Deense Børma zijn de jongste aankopen van het moederbedrijf.  

## Kartel
In maart 2007 uitte Eurocommissaris Kroes, in haar rol van kartelwaakhond, verdenkingen tegen onder andere Venlo Sanitair ten aanzien van het maken van verboden prijsafspraken tussen 1992 en 2004. Na jaren van getouwtrek legde de Europese Commissie 17 sanitairfabrikanten een boete op van in totaal ruim € 622 miljoen. Ideal Standard kreeg, ondanks samenwerking met de Eurocommissaris, de hoogste boete: € 326,1 miljoen.

## Trivia
- Marc Newson heeft in 2003 een aantal kranen ontworpen voor Venlo-Ideal Standard